# Toulouse les Orgues
Toulouse les Orgues est un festival international d'orgue créé en 1996 à Toulouse. Il a lieu tous les ans dans divers lieux de Toulouse et de la région Occitanie abritant des orgues remarquables.
Le Festival abrite également tous les trois ans environ le Concours international d'orgue de Toulouse (anciennement "Concours international d'orgue Xavier-Darasse").

## Le Festival
La région Occitanie se prête à un festival d'orgue de grande envergure, car elle compte plus de 500 orgues.
La ville de Toulouse possède à elle seule plus de 20 orgues, parmi lesquels 9 sont classés monuments historiques (voir la Liste des orgues de Toulouse). Le plus prestigieux est l'orgue de la Basilique Saint-Sernin, construit par Aristide Cavaillé-Coll.
Le Festival a été créé en 1996 par Michel Bouvard et Jan-Willem Jansen, en hommage à Xavier Darasse. Il est produit par l'Association Toulouse les Orgues. 
Il dure 12 jours, pendant lesquels sont proposés des récitals d'orgue, mais aussi des concerts de formations instrumentales ou vocales, des ballets, des exposés, des messes, des journées touristiques pour découvrir le patrimoine organistique de la région.
En 2012, le festival a accueilli 10 000 festivaliers venus du monde entier. Pendant des années, le Festival a été suivi par la radio France Musique, et notamment l'émission de Benjamin François Organo Pleno.
En 2011 et 2012, Toulouse les Orgues a rejoint le projet européen Connecting Arts soutenu par l'Union européenne,.
Depuis 2014, c'est Yves Rechsteiner qui est le directeur artistique du Festival.

## Concours international d'orgue de Toulouse
C'est dans le cadre du Festival international Toulouse les Orgues que se tient le Concours international d'orgue de Toulouse, fondé en 1981 par Xavier Darasse et qui a porté jusqu'en 2021 son nom. De 1981 à 1998, il était organisé tous les deux ou trois ans autour d'un thème particulier.
À partir de 2002, ce Concours est organisé tous les trois ans avec une nouvelle formule, où chaque candidat doit exécuter un concert d'une heure. Le déroulement se fait par présélection grâce à un CD ou par des morceaux enregistrés, où 12 candidats sont sélectionnés pour une demi-finale. Quatre sont ensuite retenus pour la finale.
Depuis 2021, les candidats choisissent de concourir dans une des trois catégories proposées, « Orgue baroque », « Orgue symphonique » ou « Orgue du XXe siècle ». À l'issue de la présélection, 12 candidats sont retenus pour la demi-finale, durant laquelle chaque candidat présente un programme de concert libre. Pour la finale, six candidats concourent (deux par catégorie).

## Lauréats du Concours international d'orgue de Toulouse (anciennement Xavier-Darasse)

### 1981 (Jean-Sébastien Bach)
- Pas de 1er prix
- 2e prix ex aequo : Reitze Smits (Pays-Bas) et François Menissier (France)
- 3e prix : Makiko Hayashima (Japon)

### 1983

#### Musique française baroque
- 1er prix : Michel Bouvard (France)
- 3e prix : Régis Allard

#### Musique française symphonique
- 1er prix : Jean-Pierre Lecaudey (France)
- 2e prix : Pierre Boumard (France)
- 3e prix : Thomas Trotter (Royaume-Uni)

### 1986 (musique contemporaine)
- 1er prix : Pascale Rouet (France)
- 2e prix : Claire Chassin (France)
- 3eprix : François Espinasse (France)

### 1989 (autour de César Franck)
- 1er prix : Martin Hofmann (Allemagne)
- 2e prix : Kinue Aota (Japon)
- 3e prix : Michiko Mori (Japon)

### 1991 (autour de Dietrich Buxtehude)
- 1er prix : Susan Rohn (Allemagne)
- 2e prix : Christian Schmitt (Allemagne)
- 3eprix : Izuru Iranaka (Japon)

### 1996 (musique française symphonique)
- Pas de 1er prix
- 2e prix ex æquo : Véronique Le Guen (France) et Sophie Retaux (France)
- 3e prix : Mathieu Freyburger (France)

### 1998 (musique ibérique)
- Pas de 1er ni de 2e prix
- 3e prix : Frédéric Champion (France)

### 2002
- 1er prix : Vincent Dubois (France)
- 2e prix : Pier Damiano Peretti (Autriche)
- 3e prix : Brice Montagnoux (France)
- 4e prix : Margarita Shablovskaja (Allemagne)

### 2005
- 1er prix : Anne-Gaëlle Chanon (France) et Thomas Monnet (France)
- 3e prix : Lydia Sourial (Autriche)
- 4e prix : Nicolas Loth (France)

### 2008
- 1er prix : Yoann Tardivel-Erchoff (France)
- 2e prix : Sylvie Perez (France)
- 3e prix : Jean-Baptiste Dupont (France)
- 4e prix : Magdalena Malec (Suisse)

### 2013
Pour la 11e édition du concours, les lauréats sont :
- 1er prix : Louis-Noël Bestion de Camboulas (France)
- 2e prix : Thomas Ospital (France)
- 3e prix : Maiko Kato (Japon)
- 4e prix : Virgile Monin (France)

### 2017
Pour la 12e édition du concours, les lauréats sont :
- 1er prix : Giulio Tosti (Italie) et Hendrik Burkard (Allemagne)
- 2e prix : Johannes Skoog (Suède) et Muriel Groz (France ; également prix du public)

### 2021
Pour la 13e édition du concours, les lauréats sont :
- 1er prix « orgue baroque » : Quentin du Verdier (France)
- 1er prix « orgue symphonique » : Gabriele Agrimonti (Italie)
- 1er prix « orgue du XXe siècle » : Adam Tabajdi (Hongrie)

### 2024
Pour la 14e édition du concours, les lauréats sont :
- 1er prix « orgue baroque » : Fabrizio Guidi (Italie)
- 1er prix « orgue symphonique » : William Fielding (Grande-Bretagne)
- 1er prix « orgue du XXe siècle » : Alexis Grizard (France)
- Coups de cœur du public :  William Fielding dans la catégorie « Orgue symphonique » et Mio Kuriyama (Japon) dans la catégorie « Orgue du XXe siècle ».

## L'Association Toulouse les Orgues
Le festival est produit par l'Association Toulouse les Orgues, qui a été créée en 1996, et qui outre l'organisation du Festival, a également pour but une promotion plus large de l'orgue, et qui s'occupe du petit entretien et de l'accord des instruments. Des actions, notamment en direction des jeunes, sont organisées, telles qu'ateliers, éveil, spectacles, pour sensibiliser le public à la richesse de l'orgue.